# قرة برقع
قرة برقع هي قرية في مقاطعة مراغة، إيران. عدد سكان هذه القرية هو 823 في سنة 2006.